# Deutsche Leichtathletik-Meisterschaften 1991
Die 91. Deutschen Leichtathletik-Meisterschaften wurden vom 26. bis zum 28. Juli 1991 im Niedersachsenstadion in Hannover ausgetragen.

## Erste gesamtdeutsche Leichtathletikmeisterschaften nach dem Mauerfall
Es waren die ersten gesamtdeutschen Meisterschaften bei den Leichtathleten nach dem Fall der Berliner Mauer, was nicht ganz unproblematisch und reibungslos vor sich ging – wie in vielen anderen Bereichen in Zeiten der deutschen Wiedervereinigung auch.

## Wettbewerbsprogramm
Im Meisterschaftsprogramm gab es keine großen Veränderungen, im Berglauf kam eine Mannschaftswertung für Frauen hinzu.

## Ausgelagerte Disziplinen
Wie in den Jahren zuvor wurden weitere Meisterschaftstitel an verschiedenen anderen Orten vergeben, in der folgenden Auflistung in chronologischer Reihenfolge benannt.
- Crossläufe – Bad Harzburg, 2. März mit Einzel-/Mannschaftswertungen für Frauen und Männer auf jeweils zwei Streckenlängen (Mittel-/Langstrecke)
- 10-km-Gehen (Frauen)/50-km-Gehen (Männer) – Naumburg, 21. April mit jeweils Einzel- und Mannschaftswertungen
- Marathonlauf – Oelde, 27. April mit Einzel-/Mannschaftswertungen für Frauen und Männer[3]
- Mehrkämpfe (Frauen: Siebenkampf)/(Männer: Zehnkampf) – München, 25./26. Mai mit Einzel- und Mannschaftswertungen
- Langstaffeln, Frauen: 3 × 800 m/Männer: 4 × 800 m und 4 × 1500 m – München, 26. Mai im Rahmen der Deutschen Mehrkampfmeisterschaften
- Läufe über 10.000 m (Frauen und Männer) – Potsdam, 5. Juni (nach längerer Zeit wieder ausgelagert und nicht am Meisterschafts-Hauptort ausgetragen)
- Straßenlauf (Frauen: 15 km/Männer: 25 km) – Offenbach/Pfalz, 21. September mit Einzel-/Mannschaftswertungen für Frauen und Männer
- Berglauf – Oberstdorf, 22. September im Rahmen des Nebelhorn-Berglaufs mit Einzel-/Mannschaftswertungen für Männer und Frauen
- 100-km-Straßenlauf – Scheeßel, 12. Oktober mit Einzel-/Mannschaftswertungen für Frauen und Männer[4]

## Medaillengewinner Männer
Die folgende Übersicht fasst die Medaillengewinner und -gewinnerinnen zusammen. Eine ausführlichere Übersicht mit den jeweils ersten acht in den einzelnen Disziplinen findet sich unter dem Link Deutsche Leichtathletik-Meisterschaften 1991/Resultate.
| Disziplin                                   | Gold                                                                                  | Leistung       | Silber                                                                         | Leistung       | Bronze                                                                    | Leistung       |
| ------------------------------------------- | ------------------------------------------------------------------------------------- | -------------- | ------------------------------------------------------------------------------ | -------------- | ------------------------------------------------------------------------- | -------------- |
| 100 m (Wind: +0,2)                          | Steffen Bringmann (MTG Mannheim)                                                      | 10,42 s00      | Steffen Görmer (SV Halle)                                                      | 10,52 s00      | Volker Westhagemann (LG Olympia Dortmund)                                 | 10,56 s00      |
| 200 m (Wind: +1,5)                          | Michael Huke (TV Wattenscheid 01)                                                     | 20,69 s00      | Marcus Skupin-Alfa (VfL Sindelfingen)                                          | 20,91 s00      | Peter Klein (SV Salamander Kornwestheim)                                  | 21,01 s00      |
| 400 m                                       | Jens Carlowitz (SC Chemnitz)                                                          | 45,49 s00      | Norbert Dobeleit (TV Wattenscheid 01)                                          | 45,97 s00      | Rico Lieder (Chemnitzer SC)                                               | 46,38 s00      |
| 800 m                                       | Joachim Dehmel (SpVgg. Feuerbach)                                                     | 1:47,85 min    | Mark Eplinius (SCC Berlin)                                                     | 1:48,29 min    | Mike Kemsies (SCC Berlin)                                                 | 1:48,58 min    |
| 1500 m                                      | Jens-Peter Herold (SCC Berlin)                                                        | 3:42,72 min    | Jörg Haas (LG Offenburg)                                                       | 3:43,66 min    | Andreas Rettig (LC Rehlingen)                                             | 3:44,34 min    |
| 5000 m                                      | Dieter Baumann (LG Bayer Leverkusen)                                                  | 13:40,06 min   | Jens Karraß (SCC Berlin)                                                       | 13:56,45 min   | Klaus Peter Nabein (LAC Quelle Fürth/München)                             | 13:56,80 min   |
| 10.000 m                                    | Jens Karraß (SCC Berlin)                                                              | 28:15,28 min   | Stéphane Franke (SV Salamander Kornwestheim)                                   | 28:26,86 min   | Carsten Eich (SC DHfK Leipzig)                                            | 28:32,62 min   |
| 25-km-Straßenlauf                           | Rainer Wachenbrunner (Berliner SC)                                                    | 1:17:31 h0000  | Werner Schildhauer (LG Olympia Dortmund)                                       | 1:17:31 h0000  | Kurt Stenzel (ASC Darmstadt)                                              | 1:18:00 h0000  |
| 25-km-Straßenlauf, Mannschaftswertung       | LC EuskirchenHeinz-Bernd Bürger Frank Kase Sven Wille                                 | 4:01:03 h0000  | LAC Quelle Fürth/MünchenEike Loch Udo Reeh Alexander Schatz                    | 4:03:43 h0000  | LG Olympia DortmundWerner Schildhauer Jens Wilky Jörg Valentin            | 4:04:28 h0000  |
| Marathon                                    | Thomas Ertl (TSV Burghaslach)                                                         | 2:20:30 h0000  | Hans Pfisterer (LG Frankfurt)                                                  | 2:20:35 h0000  | Stefan Paul (VfL Sindelfingen)                                            | 2:21:04 h0000  |
| Marathon, Mannschaftswertung                | LG FrankfurtHans Pfisterer Wolfgang Münzel Volker Isigkeit                            | 7:14:24 h0000  | LG BraunschweigMichael Sens Volker Krajenski Dieter Göhl                       | 7:24:10 h0000  | TSV BurghaslachThomas Ertl Rainer Mühlberg Alfredo Blasel                 | 7:29:49 h0000  |
| 100-km-Straßenlauf                          | Heinz Hüglin (LV Ettenheim)                                                           | 6:43:51 h0000  | Volker Becker-Wirbel (LTF Marpingen)                                           | 6:46:01 h0000  | Dietmar Knies (USC Leipzig)                                               | 6:49:18 h0000  |
| 100-km-Straßenlauf, Mannschaftswertung      | LTF MarpingenVolker Becker-Wirbel Robert Feller Hans Grandke                          | 21:24:32 h0000 | DJK Elmar KohlscheidDietmar Veith Rainer Kleinfeld Heinz Gülpen                | 22:09:57 h0000 | Triathlon Hub/NürnbergHartmut Häber Karl-Heinz Neudeck Achim Heukemes     | 22:54:33 h0000 |
| 110 m Hürden (Wind: −1,4)                   | Florian Schwarthoff (TV Heppenheim)                                                   | 13,43 s00      | Dietmar Koszewski (LAC Halensee Berlin)                                        | 13,61 s00      | Sven Göhler (OSC Potsdam)                                                 | 13,93 s00      |
| 400 m Hürden                                | Olaf Hense (LG Olympia Dortmund)                                                      | 49,73 s00      | Udo Schiller (LG Olympia Dortmund)                                             | 50,08 s00      | Carsten Köhrbrück (LAC Halensee Berlin)                                   | 50,14 s00      |
| 3000 m Hindernis                            | Hagen Melzer (Dresdner SC)                                                            | 8:34,51 min    | Torsten Herwig (SCC Berlin)                                                    | 8:34,93 min    | Hubert Karl (LAC Quelle Fürth/München)                                    | 8:35,29 min    |
| 4 × 100 m Staffel                           | TV Wattenscheid 01Dietmar Schulte Dirk Schweisfurth Michael Huke Werner Zaske         | 39,64 s00      | VfL SindelfingenJoey Walz Holger Vogelsang Michael Schwab Marcus Skupin-Alfa   | 39,97 s00      | LG Bayer LeverkusenSchu Michael Grün Johannes Wischerhoff Wolfgang Haupt  | 40,02 s00      |
| 4 × 400 m Staffel                           | ASV KölnUlrich Schlepütz Klaus-Christian Weigeldt Alexander Adam Marc-Antonius Eggers | 3:06,26 min    | LG VfB/Kickers StuttgartJürgen Mehl Ralph Pfersich Rolf Setzer Volker Höschele | 3:06,57 min    | VfL SindelfingenPeter Mayer Michael Schwab Bernd Koschka Jörg Vaihinger   | 3:08,41 min    |
| 4 × 800 m Staffel                           | SCC BerlinMike Kemsies John-Henry May Rainer Sudau Mark Eplinius                      | 7:20,25 min    | LG Bayer LeverkusenHarald Andrä Mirko Teichert Oliver Klaudt Jussi Udelhoven   | 7:21,33 min    | SpVgg. FeuerbachArthur Klein Frank Maier Alexander Dehmel Joachim Dehmel  | 7:21,35 min    |
| 4 × 1500 m Staffel                          | LG Bayer LeverkusenErnst Ludwig Imram Sillah Burkhard Wagner Dieter Baumann           | 15:17,76 min   | TV Wattenscheid 01Stephan Plätzer Michael Fietz Ingo Janich Rüdiger Stenzel    | 15:18,25 min   | SCC BerlinGordon Schatz Uwe König Andreas Wagner Olaf Beyer               | 15:25,03 min   |
| 20-km-Gehen                                 | Robert Ihly (LFV Schutterwald)                                                        | 1:22:38 h0000  | Ronald Weigel (OSC Potsdam)                                                    | 1:23:00 h0000  | Axel Noack (Berliner SC)                                                  | 1:23:49 h0000  |
| 20-km-Gehen, Mannschaftswertung             | OSC PotsdamRonald Weigel Olaf Möldner Alexander Preusche                              | 4:19:24 h0000  | TSV ErfurtHartwig Gauder Ralf Weise Torsten Trampeli                           | 4:21:30 h0000  | LAC Quelle Fürth/MünchenRalf Rose Peter Zanner Wolfgang Wiedemann         | 4:32:05 h0000  |
| 50-km-Gehen                                 | Ronald Weigel (OSC Potsdam)                                                           | 3:45:57 h0000  | Hartwig Gauder (TSV Erfurt)                                                    | 3:49:10 h0000  | Torsten Trampeli (TSV Erfurt)                                             | 4:01:12 h0000  |
| 50-km-Gehen, Mannschaftswertung             | LAC Quelle Fürth/MünchenRobert Mildenberger Alfons Schwarz Manfred Kreutz             | 13:16:06 h0000 | Berliner SV 1892Volkmar Scholz Oliver Oefelein Reiner Offel                    | 13:56:35 h0000 | LG Boppard/Bad SalzigMichael Tryankowski Andreas Klose Rainer Tryankowski | 14:26:17 h0000 |
| Hochsprung                                  | Carlo Thränhardt (ASV Köln)                                                           | 2,25 m         | Dietmar Mögenburg (TV Wattenscheid 01)                                         | 2,23 m         | Karol Getek (LAC Quelle Fürth/München)                                    | 2,23 m         |
| Stabhochsprung                              | Bernhard Zintl (TSV 1860 München)                                                     | 5,50 m         | Uwe Langhammer (TuS Jena)                                                      | 5,40 m         | Werner Holl (LG Herlazhofen)                                              | 5,40 m         |
| Weitsprung                                  | Dietmar Haaf (SV Salamander Kornwestheim)                                             | 7,97 m         | André Müller (SC Empor Rostock)                                                | 7,80 m         | Jens Hirschberg (SC Magdeburg)                                            | 7,79 m         |
| Dreisprung                                  | Ralf Jaros (TV Wattenscheid 01)                                                       | 16,75 m        | Volker Mai (SC Neubrandenburg)                                                 | 16,50 m        | André Ernst (SV Halle)                                                    | 16,42 m        |
| Kugelstoßen                                 | Oliver-Sven Buder (Chemnitzer SC)                                                     | 20,20 m        | Ulf Timmermann (Berliner SC)                                                   | 19,87 m        | Kalman Konya (SV Salamander Kornwestheim)                                 | 19,62 m        |
| Diskuswurf                                  | Wolfgang Schmidt (LG VfB/Kickers Stuttgart)                                           | 64,98 m        | Jürgen Schult (Schweriner SC)                                                  | 64,26 m        | Lars Riedel (USC Mainz)                                                   | 64,16 m        |
| Hammerwurf                                  | Heinz Weis (LG Bayer Leverkusen)                                                      | 79,20 m        | Claus Dethloff (LG Frankfurt)                                                  | 74,98 m        | Karsten Kobs (LG Olympia Dortmund)                                        | 71,04 m        |
| Speerwurf                                   | Klaus Tafelmeier (LG Bayer Leverkusen)                                                | 82,72 m        | Volker Hadwich (SC Magdeburg)                                                  | 81,20 m        | Raymond Hecht (SC Magdeburg)                                              | 80,32 m        |
| Zehnkampf                                   | Christian Schenk (USC Mainz)                                                          | 8301 P         | Thorsten Dauth (TG Groß-Karbern)                                               | 8108 P         | Stefan Schmid (LG Karlstadt)                                              | 7819 P         |
| Zehnkampf, Mannschaftswertung               | USC MainzChristian Schenk Peter Neumaier Christian Deick                              | 23.474 P       | LAC Quelle Fürth/MünchenNorbert Demmel Bruno Chirco Stock                      | 22.854 P       | LG Bayer LeverkusenGünther Paul Meier Kurowski                            | 21.956 P       |
| Crosslauf Mittelstrecke – 4000 m            | Klaus-Peter Nabein (LAC Quelle Fürth/München)                                         | 12:22 min00    | Olaf Beyer (SCC Berlin)                                                        | 12:26 min00    | Michael Witt (LG Nordheide)                                               | 12:28 min00    |
| Crosslauf Mittelstrecke, Mannschaftswertung | LAC Quelle Fürth/MünchenKlaus-Peter Nabein Hubert Karl Dieter Deininger               | Pl.-Ziff. 16   | LG NordheideMichael Witt Peter Hempel Rolf Helmboldt                           | Pl.-Ziff. 67   | Eintracht FrankfurtUlrich Keil Enrique Tortell Ch. Simon                  | Pl.-Ziff. 73   |
| Crosslauf Langstrecke – 12,0 km             | Heinz-Bernd Bürger (LC Euskirchen)                                                    | 38:31 min00    | Konrad Dobler (SVO Germaringen)                                                | 38:42 min00    | Rüdiger Grunwald (LG VfB/Kickers Stuttgart)                               | 39:14 min00    |
| Crosslauf Langstrecke, Mannschaftswertung   | Racing-Club BerlinSteffen Dittmann Koch Stefan Seidemann                              | Pl.-Ziff. 39   | SCC BerlinPeter Könnicke Jens Karraß Matthess                                  | Pl.-Ziff. 61   | SVO GermaringenKonrad Dobler Martin Sambale Xaver Stückl                  | Pl.-Ziff. 79   |
| Berglauf                                    | Dieter Ranftl (LC Buchendorf)                                                         | 39:34 min00    | Heiko Schinkitz (SG Adelsberg)                                                 | 39:50 min00    | Kurt König (TSV Oberstaufen)                                              | 39:59 min00    |
| Berglauf, Mannschaftswertung                | LG FrankfurtWolfgang Münzel Jörg Leipner Jan-Henning Schoch                           | 2:04:58 h0000  | SVO GermaringenMartin Sambale Xaver Stückl Jörg Kunstmann                      | 2:06:37 h0000  | LAC Quelle Fürth/MünchenJochen Laub Theo Kiefner Gunnar Rethfeldt         | 2:08:17 h0000  |

## Medaillengewinnerinnen Frauen
| Disziplin                                   | Gold                                                                           | Leistung       | Silber                                                                                       | Leistung       | Bronze                                                                          | Leistung                          |
| ------------------------------------------- | ------------------------------------------------------------------------------ | -------------- | -------------------------------------------------------------------------------------------- | -------------- | ------------------------------------------------------------------------------- | --------------------------------- |
| 100 m (Wind: +0,5)                          | Katrin Krabbe (SC Neubrandenburg)                                              | 10,91 s00      | Grit Breuer (SC Neubrandenburg)                                                              | 11,14 s00      | Sabine Richter (Eintracht Frankfurt)                                            | 11,45 s00                         |
| 200 m (Wind: −1,4)                          | Katrin Krabbe (SC Neubrandenburg)                                              | 22,12 s00      | Grit Breuer (SC Neubrandenburg)                                                              | 22,55 s00      | Silke-Beate Knoll (LG Olympia Dortmund)                                         | 23,27 s00                         |
| 400 m                                       | Karin Janke (VfL Wolfsburg)                                                    | 51,75 s00      | Katrin Schreiter (TSV Erfurt)                                                                | 52,26 s00      | Annett Hesselbarth (SV Halle)                                                   | 52,42 s00                         |
| 800 m                                       | Christine Wachtel (SC Empor Rostock)                                           | 1:59,04 min    | Sigrun Grau geb. Wodars (SC Neubrandenburg)                                                  | 1:59,29 min    | Birte Bruhns (ASV Köln)                                                         | 1:59,55 min                       |
| 1500 m                                      | Ellen Kießling (Dresdner SC)                                                   | 4:16,75 min    | Steffi Kallensee (Eintracht Frankfurt)                                                       | 4:17,50 min    | Yvonne Mai (SC Empor Rostock)                                                   | 4:17,67 min                       |
| 3000 m                                      | Anke Schäning (ASV Köln)                                                       | 8:58,62 min    | Katje Hoffmann (SCC Berlin)                                                                  | 8:59,78 min    | Claudia Borgschulze (LG Olympia Dortmund)                                       | 9:01,98 min                       |
| 10.000 m                                    | Kathrin Ullrich (SCC Berlin)                                                   | 31:46,00 min   | Birgit Jerschabek (LG Sieg)                                                                  | 32:50,85 min   | Christina Mai (LG Olympia Dortmund)                                             | 32:55,18 min                      |
| 15-km-Straßenlauf                           | Birgit Jerschabek (LG Sieg)                                                    | 50:48 min      | Monika Schäfer (LAC Quelle Fürth/München)                                                    | 51:12 min      | Claudia Borgschulze (LG Olympia Dortmund)                                       | 51:51 min                         |
| 15-km-Straßenlauf, Mannschaftswertung       | LG Olympia DortmundClaudia Borgschulze Christina Mai Birgit Reefschläger       | 2:40:10 h0000  | ASV KölnAnke Schäning Sabine Mann Tanja Kalinowski                                           | 2:45:07 h0000  | LAC Quelle Fürth/MünchenMonika Schäfer Klothilde Staab Gabriele Almannstötter   | 2:45:19 h0000                     |
| Marathon                                    | Sigrid Wulsch (LG Menden)                                                      | 2:48:28 h0000  | Petra Sander (LAV Bayer Uerdingen/Dormagen)                                                  | 2:51:49 h0000  | Anita Höcherl (LG Regensburg)                                                   | 2:53:17 h0000                     |
| Marathon, Mannschaftswertung                | Eichenkreuz SchwaikheimGudrun Rüth Hannelore Nothdurft Claudia Müller          | 9:25:59 h0000  | LAV Bayer Uerdingen/DormagenPetra Sander Sigrid Altmeyer Gislinde Redepenning                | 9:31:43 h0000  | TuS Solbad RavensbergMaria Pautmeier Hildegard Bartelsmeier Monika Renne        | 9:59:43 h0000                     |
| 100-km-Straßenlauf                          | Birgit Lennartz (ASV Sankt Augustin)                                           | 7:35:21 h0000  | Sybille Möllensiep (SuS Schalke 96)                                                          | 8:01:20 h0000  | Sigrid Lomsky (SCC Berlin)                                                      | 8:18:27 h0000                     |
| 100-km-Straßenlauf, Mannschaftswertung      | SCC BerlinSigrid Lomsky Christel Heine Stefanie Cain                           | 26:26:04 h0000 | SSC Hanau-RodenbachAnna Dyck Franziska Lüttgen Maria Marco                                   | 29:28:36 h0000 | nur 2 Mannschaften in der Wertung                                               | nur 2 Mannschaften in der Wertung |
| 100 m Hürden (Wind: −0,9)                   | Kristin Patzwahl (SC DHfK Leipzig)                                             | 13,12 s00      | Cornelia Oschkenat (Berliner SC)                                                             | 13,21 s00      | Gloria Siebert geb. Uibel (SC Cottbus)                                          | 13,21 s00                         |
| 400 m Hürden                                | Heike Meißner (Dresdner SC)                                                    | 55,16 s00      | Silvia Rieger (TuS Eintracht Hinte)                                                          | 55,47 s00      | Gudrun Abt (TSV Genkingen)                                                      | 55,66 s00                         |
| 4 × 100 m Staffel                           | LG Bayer LeverkusenAnja Böhme Silke Lichtenhagen Stefanie Hütz Bettina Braag   | 44,33 s00      | VfL SindelfingenMargrit Schiller Ulrike Sarvari Andrea Thomas geb. Bersch Doreen Fahrendorff | 44,52 s00      | Eintracht FrankfurtSandra Löffler Simone Haja Sabine Richter Britta Schulmeyer  | 44,96 s00                         |
| 4 × 400 m Staffel                           | LG Olympia DortmundJessica Kawohl Ruth Scheppan Helga Arendt Silke-Beate Knoll | 3:33,92 min    | SCC BerlinManuela Peters Ines Conradi Nicole Leistenschneider Sandra Seuser                  | 3:34,65 min    | MTV IngolstadtPetra Rappe Birgit Clarius Daniela Ott Monika Weilhammer          | 3:39,89 min                       |
| 3 × 800 m Staffel                           | SCC BerlinKatje Hoffmann Carmen Wüstenhagen Nicole Leistenschneider            | 6:23,06 min    | TV GelnhausenAmona Schneeweis Ute Lix Karin Lix                                              | 6:29,73 min    | LAC Quelle Fürth/MünchenAstrid Jahn Ute Haak Hildegard Körner geb. Ullrich      | 6:31,05 min                       |
| 5000-m-Bahngehen                            | Beate Anders (LAC Halensee Berlin)                                             | 21:03,14 min   | Kathrin Born (Berliner SC)                                                                   | 21:20,63 min   | Andrea Brückmann (LAZ Lahn-Aar-Diez)                                            | 22:11,86 min                      |
| 10 km Gehen                                 | Beate Anders (LAC Halensee Berlin)                                             | 44:18 min00    | Kathrin Born (Berliner SC)                                                                   | 45:10 min00    | Simone Thust (LAC Halensee Berlin)                                              | 46:36 min00                       |
| 10 km Gehen, Mannschaftswertung             | LAC Halensee BerlinBeate Anders Simone Thust Sandra Priemer                    | 2:25:29 h0000  | SC DHfK LeipzigUta Klaedtke Annett Amberg Esther Lange                                       | 2:30:20 h0000  | FV OstercappelnBrandenburg Luttmann Krahn                                       | 2:34:26 h0000                     |
| Hochsprung                                  | Heike Henkel geb. Redetzky (LG Bayer Leverkusen)                               | 2,00 m         | Heike Balck (Schweriner SC)                                                                  | 1,94 m         | Birgit Kähler (LAV Bayer Uerdingen/Dormagen)                                    | 1,90 m                            |
| Weitsprung                                  | Heike Drechsler geb. Daute (TuS Jena)                                          | 7,07 m         | Susen Tiedtke (SCC Berlin)                                                                   | 6,70 m         | Anke Behmer (SC Neubrandenburg)                                                 | 6,58 m                            |
| Kugelstoßen                                 | Claudia Losch (LAC Quelle Fürth/München)                                       | 19,65 m        | Stephanie Storp (VfL Wolfsburg)                                                              | 18,98 m        | Vera Schmidt (MTV Ingolstadt)                                                   | 18,72 m                           |
| Diskuswurf                                  | Ilke Wyludda (SV Halle)                                                        | 68,78 m        | Martina Hellmann geb. Opitz (SC DHfK Leipzig)                                                | 65,30 m        | Franka Dietzsch (SC Neubrandenburg)                                             | 60,62 m                           |
| Speerwurf                                   | Karen Forkel (SV Halle)                                                        | 66,70 m        | Silke Renk (SV Halle)                                                                        | 65,22 m        | Petra Meier geb. Felke (TuS Jena)                                               | 63,96 m                           |
| Siebenkampf                                 | Peggy Beer (Berliner SC)                                                       | 6318 P         | Anke Behmer geb. Vater (SC Neubrandenburg)                                                   | 6300 P         | Ines Krause (Chemnitzer SC)                                                     | 6035 P                            |
| Siebenkampf, Mannschaftswertung             | LG Bayer LeverkusenAnke Straschewski Bettina Braag Dagmar Federwisch           | 16.650 P       | OSC BerlinMarion Zillwich Micheline Borchert Sylvana Finke                                   | 16.144 P       | LG Nordwest HamburgUte Niendorf Claudia Liedtke Birgit Maschler                 | 15.986 P                          |
| Crosslauf Mittelstrecke – 2000 m            | Steffi Kallensee (Eintracht Frankfurt)                                         | 6:43 min00     | Claudia Metzner (BV Teutonia Lanstrop)                                                       | 6:49 min00     | Petra Wassiluk (ASC Darmstadt)                                                  | 6:59 min00                        |
| Crosslauf Mittelstrecke, Mannschaftswertung | LG Wedel PinnebergMeike Wirdemann Astrid Bartels Nicole Theophil               | Pl.-Ziff. 29   | SCC BerlinNicole Leistenschneider Barth Gipp                                                 | Pl.-Ziff. 36   | Eintracht FrankfurtSteffi Kallensee Gabriele Huber Martina Franke               | Pl.-Ziff. 47                      |
| Crosslauf Langstrecke – 6000 m              | Christina Mai (LG Olympia Dortmund)                                            | 21:16 min00    | Kerstin Preßler (Neuköllner Sportfreunde)                                                    | 21:29 min00    | Claudia Borgschulze (LG Olympia Dortmund)                                       | 21:33 min00                       |
| Crosslauf Langstrecke, Mannschaftswertung   | LG Olympia DortmundChristina Mai Claudia Borgschulze Jutta Karsch              | Pl.-Ziff. 14   | ASV KölnTanja Kalinowski Annabel Holtkamp Ute Jenke                                          | Pl.-Ziff. 25   | LBV Phönix LübeckKerstin Herzberg Stefanie Hormann Beate Burmester geb. Schöler | Pl.-Ziff. 51                      |
| Berglauf                                    | Barbara Guerike (Freiburger FC)                                                | 47:52 min00    | Silke Welt (LC Offenbach)                                                                    | 48:19 min00    | Sabine Forner (TV 1846 Isny)                                                    | 50:14 min00                       |
| Berglauf, Mannschaftswertung                | TV 1846 IsnySabine Forner Sylvia Prior Bolsinger                               | 2:37:56 h0000  | LAV Bayer Uerdingen/DormagenPetra Sander Sigrid Altmeyer Redepenning                         | 2:43:21 h0000  | TSV Bad NenndorfElisabeth Nenninger Bauer Weichselbaumer                        | 2:51:19 h0000                     |

## Videolinks
- Deutsche Meisterschaften 10.000m 1991 - Jens Karraß, youtube.com, abgerufen am 23. April 2021
- Impressionen Diskuswurf Frauen DM 1991, youtube.com, abgerufen am 23. April 2021